# Bombardier Movia
Bombardier Movia — семейство вагонов метро компании Bombardier Transportation, разработанных по проекту Adtranz. Структура и корпус вагона полностью адаптируются под потребности заказчика. В отличие от большинства конкурирующих систем, эти поезда имеют полноценный проход между вагонами, позволяя пассажирам пройти весь состав насквозь.

## Эксплуатанты

### Великобритания
- Лондонский метрополитен
  - Линия Виктория. 47 восьмивагонных поездов (см. Вагон метро 2009 серии)
  - Линии Метрополитэн, Кольцевая, Хаммерсмит-и-Сити, Дистрикт (см. Вагон метро серии S)

### Индия
- Делийский метрополитен. 614 вагонов.

### Канада
- Метрополитен Торонто. 80 составов (480 вагонов).

### Китай
- Метрополитен Гуанчжоу
- Шанхайский метрополитен
- Шэньчжэньский метрополитен

### Румыния
- Бухарестский метрополитен. 44 состава (264 вагонов)

### Сингапур
- Система скоростного транспорта (Сингапур)

### Таиланд
- Метрополитены Бангкока

### Швеция
- Стокгольмский метрополитен. 80 вагонов C30 Movia куплены для поставок в 2017-21 годах